# Hercules (Kalifornien)
Hercules ist eine Stadt im Contra Costa County des US-Bundesstaats Kalifornien der Vereinigten Staaten. Das U.S. Census Bureau hat bei der Volkszählung 2020 eine Einwohnerzahl von 26.016 ermittelt. Die geographischen Koordinaten sind: 38,02° Nord, 122,30° West. Das Stadtgebiet hat eine Größe von 47,4 km².